# Namling
Namling (chữ Tạng: རྣམ་གླིང་རྫོང་; Wylie: rnam gling rdzong; ZWPY: Namling Zong; tiếng Trung: 南木林县; bính âm: Nánmùlín Xiàn, Hán Việt: Nam Mộc Lâm huyện) là một huyện của địa khu Xigazê (Nhật Khách Tắc), khu tự trị Tây Tạng, Trung Quốc.

### Trấn
- Nam Mộc Lâm (南木林镇)

### Hương
| - Phổ Đang (普当乡) - Nhân Đôi (仁堆乡) - Lạp Bố Phổ (拉布普乡) - Đa Giác (多角乡) - Tạp Tư (卡孜乡) - Thổ Bố Gia (土布加乡) | - Ngải Mã (艾玛乡) - Nô Mã (奴玛乡) - Đạt Tư (达孜乡) - Sách Kim (索金乡) - Tra Nhĩ (查尔乡) | - Thu Mộc (秋木乡) - Đạt Na (达那乡) - Mang Nhiệt (芒热乡) - Nhiệt Đang (热当乡) - Giáp Thố (甲措乡) |